# Braunsapis lateralis
Braunsapis lateralis är en biart som beskrevs av Reyes 1991. Braunsapis lateralis ingår i släktet Braunsapis och familjen långtungebin. Inga underarter finns listade.